# Halinowola
Halinowola (ukr. Галина Воля) – wieś na Ukrainie w rejonie kowelskim, obwodu wołyńskiego. Liczy 707 mieszkańców.
Do 2020 w rejonie starowyżewskim.